# کایوکو کیشیموتو
کایوکو کیشیموتو (انگلیسی: Kayoko Kishimoto؛ زادهٔ ۲۹ دسامبر ۱۹۶۰) هنرپیشه ژاپنی است. وی در فیلم‌های متعددی از تاکشی کیتانو از جمله آتش‌بازی، عروسک‌ها و کیکوجیرو حضور داشته است. وی در بیست و سومین دوره جایزه آکادمی فیلم ژاپن برنده جایزه بهترین بازیگر نقش مکمل زن شد.